# Club Atlético Rosario Central
Maillots
Actualités
Le Club Atlético Rosario Central est un club de football argentin basé à Rosario. Son acronyme est CARC.

## Historique
Le Central Argentine Railway Athletic Club est fondé le 24 décembre 1889 par des ouvriers anglais du chemin de fer. Le premier président est Colin Calder et toutes les activités se passent en anglais. Quand la Central Argentine et la Compagnie des Chemins de Fer de Buenos Aires fusionnent, en 1903, le club change de nom pour devenir le Club Atlético Rosario Central.
Les couleurs originelles du maillot sont le rouge et le blanc ; plus tard, le club désira changer pour un mélange de bleu et de blanc et finalement, le maillot est divisé en bandes verticales de couleur bleu et or.
Les joueurs de Rosario sont surnommés les Canallas (les Canailles, insulte plutôt gentille en Argentine) car ils ont refusé de disputer une rencontre de charité pour le retour de la lèpre dans les années 1920. D'ailleurs, les joueurs de Newell's Old Boys sont surnommés les Leprosos (les Lépreux), car eux ont choisi de disputer ce match.
L'équipe joua dans le Championnat local de Rosario jusqu'en 1939, date de son adhésion au Championnat National, en même temps que ses rivaux du Newell's Old Boys.
Rosario Central est relégué en 1942 et de nouveau en 1951, les deux fois il retrouva l'élite l'année suivante.
En 1971, après une demi-finale gagnée 1à 0 contre leur rivaux Leprosos, grâce au fameux but appelé La Palomita de Poy, les Canailles remportèrent pour la première fois le Championnat National d'Argentine.
L'entraineur qui les mena au titre de champion en 1971 était Angel Labruna, en 1973 Carlos Timoteo Griguol puis en 1980,  Ángel Tulio Zof.
Pour la saison 1974, Central acheta l'attaquant Mario Kempes qui jouait à l'Instituto Atlético Central Córdoba.
Rosario Central est relégué en 1985 mais retourne de nouveau en première division la saison suivante et gagne le Championnat 1987. C'est le seul club de l'histoire du football argentin à avoir remporté le titre l'année de sa promotion.
En 1995, Rosario Central gagne son seul titre international, la Copa CONMEBOL (actuelle Copa Sudamericana). Central a participé à 10 Copa Libertadores, soit le troisième meilleur total argentin derrière Boca Juniors et Club Atlético River Plate.
1. En 2010, Rosario Central, 17e au classement de relégation, se voit contraint de jouer un match de repêchage contre le club de deuxième division All Boys. Après un match nul (1-1) à l'aller, le club s'incline lourdement (3-0) à domicile et se voit relégué en Primera B Nacional.

Le Club Atlético Rosario Central est le premier club de l'histoire du football argentin à perdre 3 finales consécutives en Coupe d'Argentine. C'est également la première et la seule équipe de l'intérieur de l'Argentine à obtenir cette coupe, en 2018.

## Stade

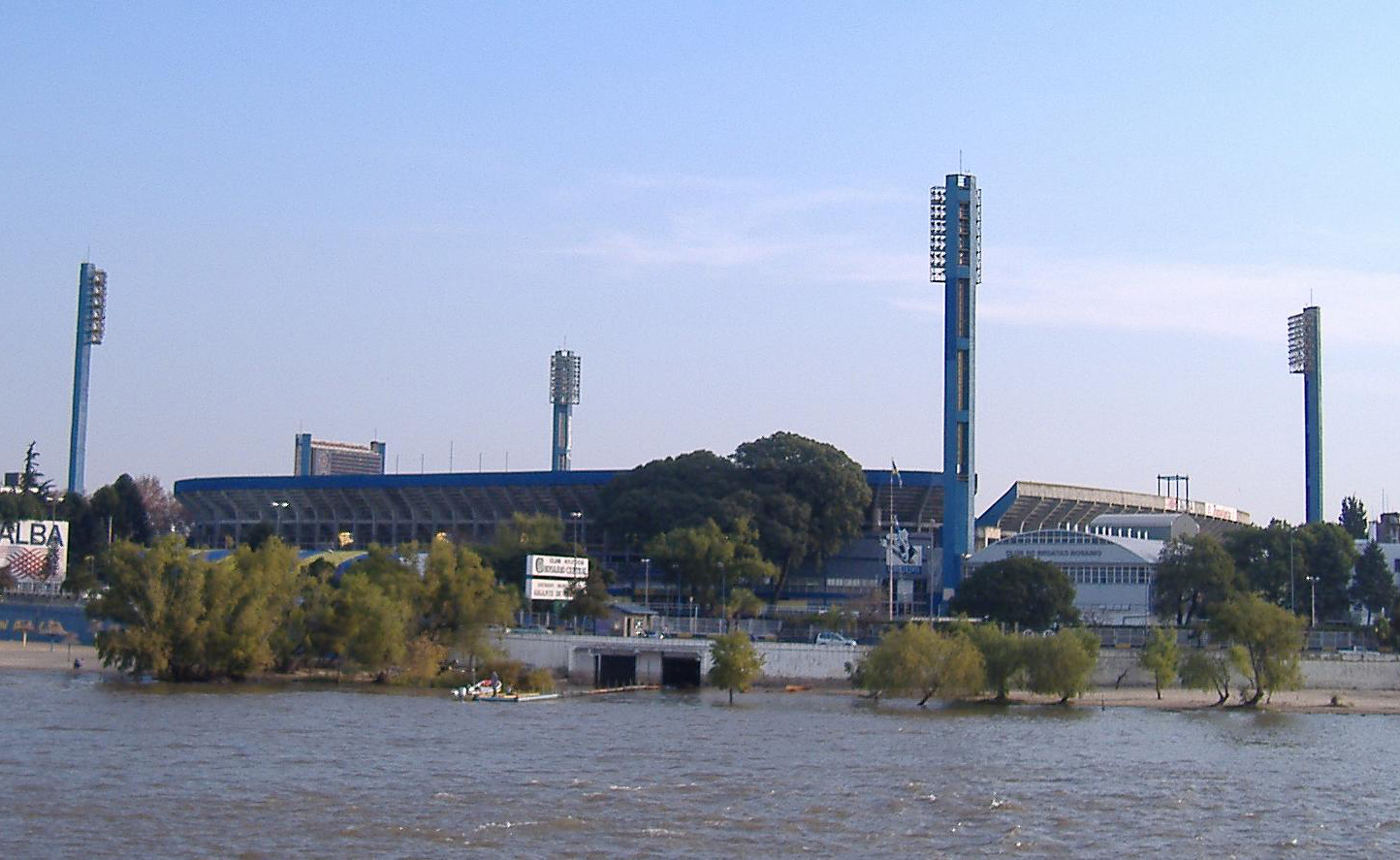
L'Estadio Gigante de Arroyito.

Rosario Central joue à l'Estadio Gigante de Arroyito, situé au croisement de l'Allevaneda Boulevard et Génova Avenue, dans le quartier Lisandro de la Torre (les habitants sont les Arroyitos), au nord-est de Rosario.
Sa capacité officielle est de 41 654 places mais 45 000 personnes peuvent entrer depuis que des travaux ont été effectués pour la Coupe du monde 1978.
Dans ce tournoi, les Argentins ont disputé leurs trois rencontres du second tour au Gigante, ce qui a permis au héros local Mario Kempes, soutenu pour les supporters, de devenir meilleur buteur de la compétition.

## Palmarès
- Coupe CONMEBOL (1) : 
  - Vainqueur : 1995
  - Finaliste : 1998

- Championnat d'Argentine (4) : 
  - Champion : Nac. 1971, Nac. 1973, Nac. 1980 et 1987
  - Vice-champion : Nac. 1970, Met. 1974, Nac. 1974 et Apertura 1999

- Championnat d'Argentine de D2 (4) : 
  - Champion : 1942, 1951, 1985, 2013

- Coupe d'Argentine (1) : 
  - Vainqueur : 2018
  - Finaliste : 2014, 2015 et 2016

- Coupe de la Ligue professionnelle argentine (1) :
  - Vainqueur : 2023

- Copa Doctor Carlos Ibarguren (es) (1)[3]:
  - Vainqueur : 1915.
  - Finaliste : 1914, 1916, 1917, 1919, 1923, 1937, 1938, et 1940.

- Copa de Honor Municipalidad de Buenos Aires (es) (1) :
  - Vainqueur : 1916.

- Copa de Competencia (es) (2) :
  - Vainqueur : 1913 et 1920.

- Copa de Competencia Jockey Club (es) :
  - Vainqueur : 1916.
  - Finaliste : 1919.

## Personnalités du club
- Adrián Abonizio
- Alberto Olmedo
- Ángel Correa
- Ángel Di María
- Antonio Agri
- Ayelen Stepnik
- César Luis Menotti
- Enrique Llopis
- Ernesto Che Guevara[4],[5],[6]
- Federico Molinari
- Fito Páez
- Jerónimo de la Fuente
- Jorge Fandermole
- Juan Carlos Baglietto
- Juan Imhoff
- Lalo de los Santos
- Leonardo Senatore
- Libertad Lamarque
- Litto Nebbia
- Liz Solari[7]
- Lucila Vit[8]
- Nadia Podoroska[9],[10]
- Osvaldo Bayer[11],[12]
- Roberto Fontanarrosa
- Silvina Garré
- Silvina Luna
- Victoria Villarruel[13],[14]

### Joueurs emblématiques
- Roberto Abbondanzieri
- Roberto Bonano
- Mauro Cetto
- César Delgado
- Luciano Figueroa
- Kily González
- Mario Kempes
- César Luis Menotti
- Juan Antonio Pizzi
- Aldo Poy
- Ángel Di María
- Edgardo Bauza
- Eduardo Coudet
- Giovani Lo Celso